# Кан (дворянский род)
Кан — старинный венгерский род, представители которого были банами Хорватии и Славонии, воеводами Трансильвании и палатинами Венгрии 13—14 вв.

## История
Кан происходят из клана Хермани. В 895 году вместе с предводителем медьер Арпадом пересекли Карпаты, где они обосновались в Паннонии. С 900 года графы Шиклоша.

## Представители рода
- Юлиус I Кан — воевода Трансильвании (1201—1214) (ум. 1237);
- Ладислав I Кан — палпатин Венгрии (1242—1245), бан Хорватии и Словении (1245—1246) (ум. 1247);
- Юлиус II Кан[англ.] — воевода Трансильвании (1230—1233) (ум. 1234);
- Ладислав II Кан — воевода Трансильвании (1260—1267/1275—1276) (ум. 1278);
- Николас Кан[англ.] — архиепископ Эстергомский (1273—1278) (ум. 1279);
- Ладислав III Кан — воевода Трансильвании  (1294—1315), ошибочно считался родоначальником родов Лакфи[англ.] и Лацковичей[хорв.][1].
- Юлиус III Кан[англ.] — ишпан уездов Баранья и Тольна (1294) (ум. 1299).